# Église Saint-Côme-et-Saint-Damien de Serdinya
Pour les articles homonymes, voir église Saint-Côme-et-Saint-Damien.
L'église Saint-Côme-et-Saint-Damien de Serdinya est une église en partie romane plusieurs fois modifiée située à Serdinya, dans le département français des Pyrénées-Orientales. Elle est inscrite comme monument historique en 1991.

## Architecture

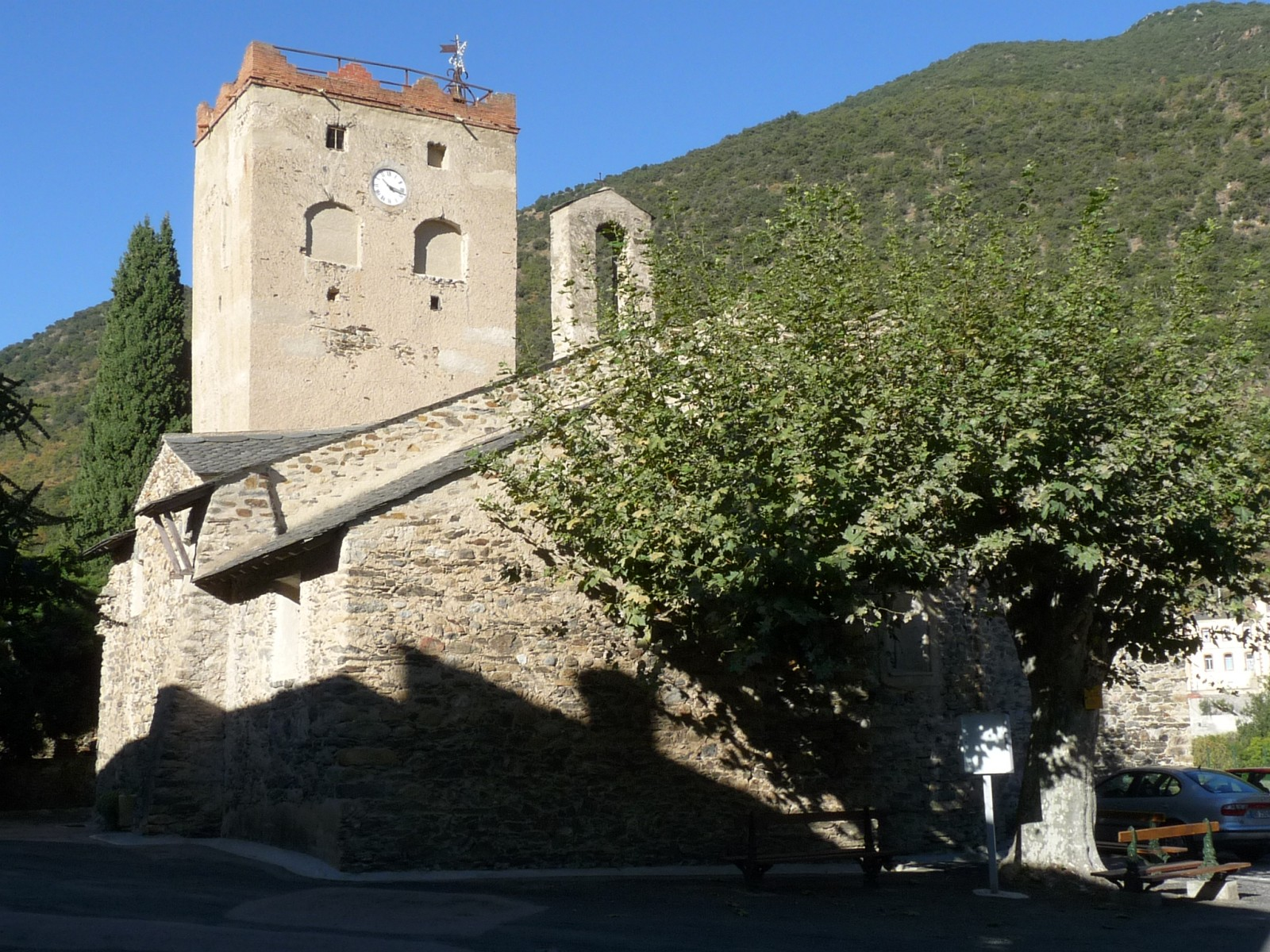
La façade.
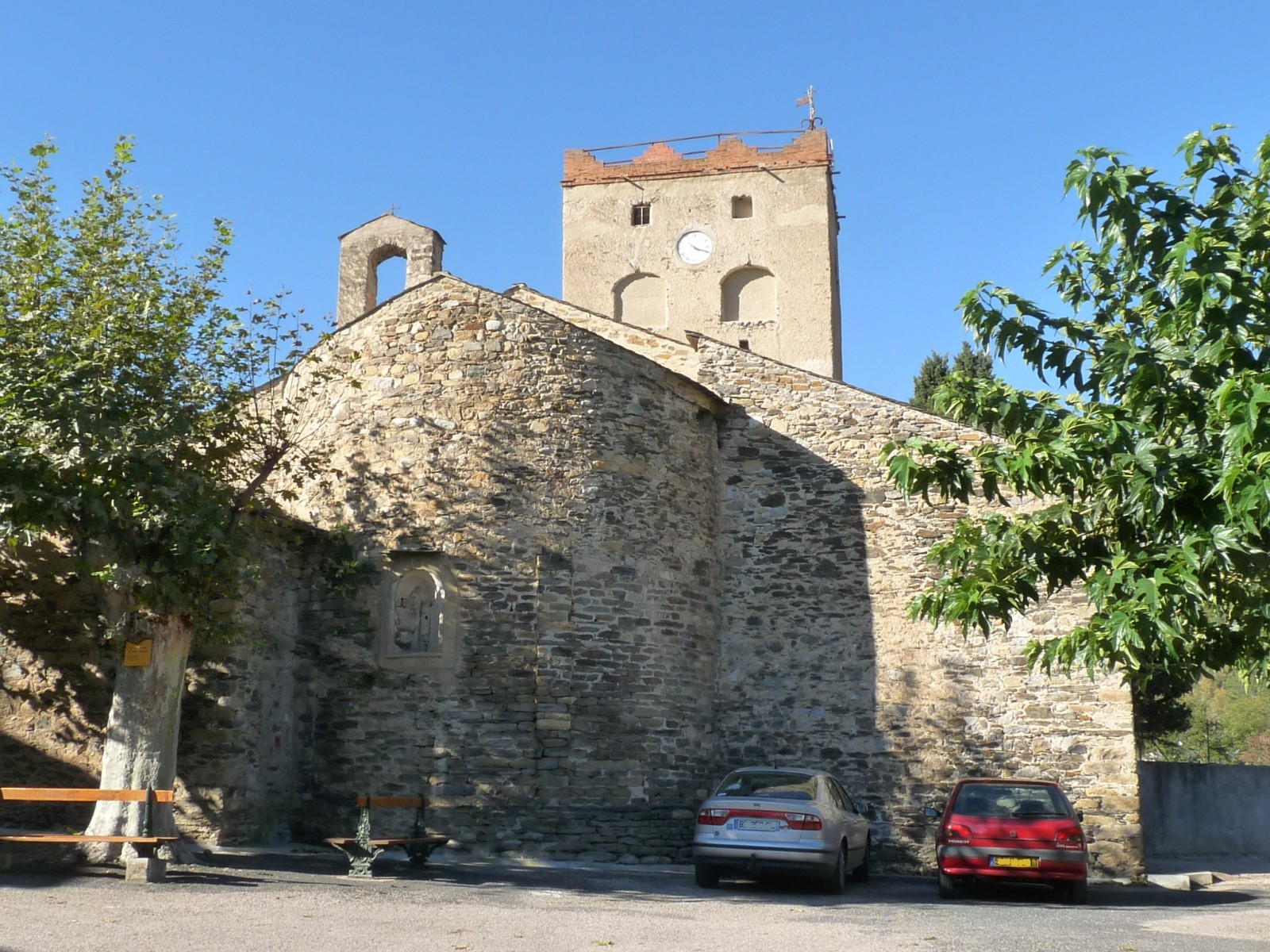
L'abside.
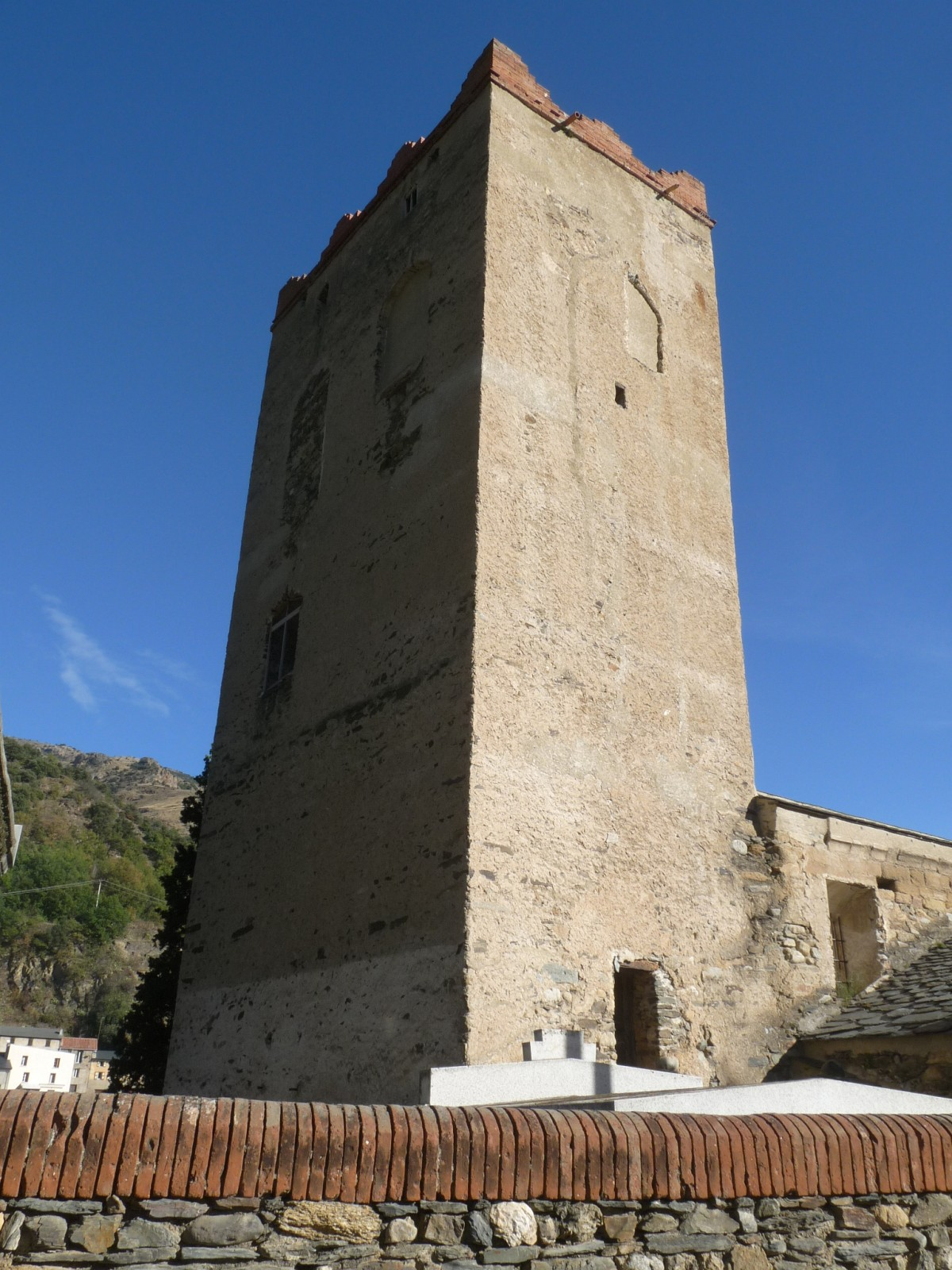
Le clocher.
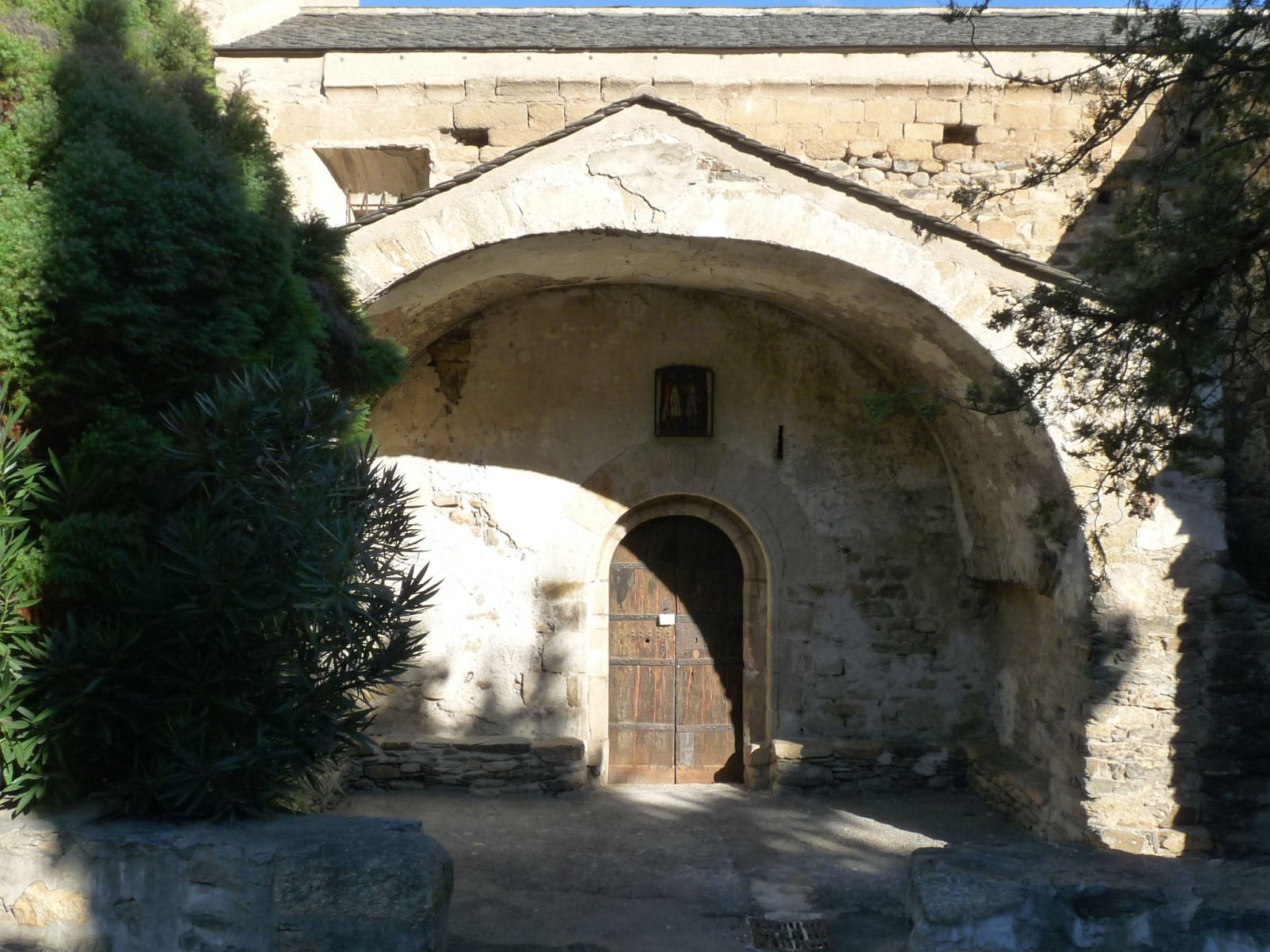
L'entrée et le porche.
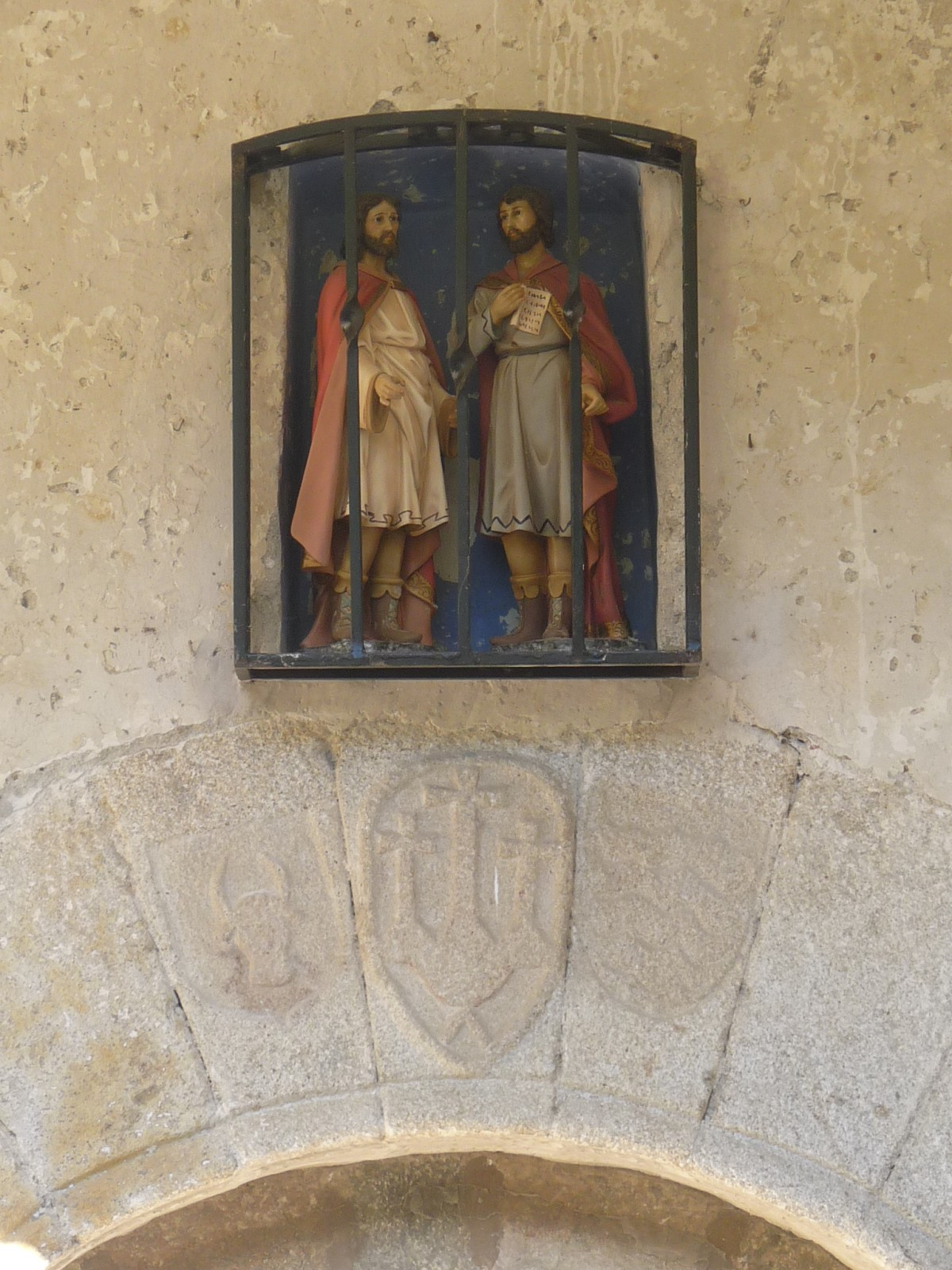
Statuettes des saints Côme et Damien.
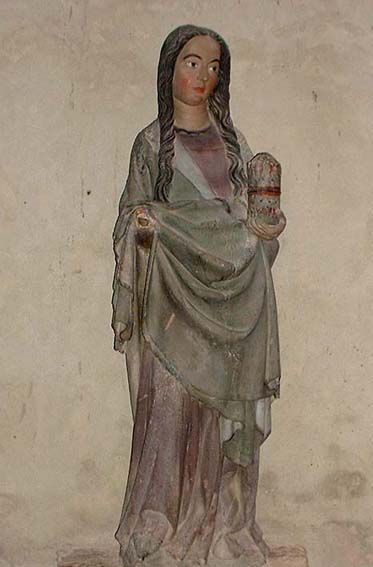
Statue de Marie Madeleine ou de Marie de Béthanie.

Depuis plusieurs années, les feux d'artifice du 14 juillet (la fête se déroule le 13, pour que les habitants puissent assister aux célébrations le lendemain dans les villages alentour) sont tirés depuis le sommet de l'église.